# Электрослабая эпоха
В физической космологии электросла́бая эпо́ха (или эпоха электрослабых взаимодействий) — одна из эпох в ранней истории Вселенной. Между 10−32 и 10−12секунд после Большого Взрыва. Температура Вселенной всё ещё очень высока. Поэтому электромагнитные взаимодействия и слабые взаимодействия пока представляют собой единое электрослабое взаимодействие. За счёт очень высоких энергий образуется ряд экзотических частиц, таких как бозон Хиггса и W-бозон, Z-бозон.
В этот период в эволюции ранней Вселенной температура Вселенной спала достаточно для того, чтобы сильное взаимодействие смогло отделиться от электрослабого взаимодействия, однако все еще было достаточно высокой, чтобы электромагнетизм и слабое взаимодействие оставались объединенными в единое электрослабое взаимодействие (энергия выше 246 ГэВ). Некоторые космологи располагают это событие в начале инфляционной эпохи, примерно через 10−36 секунд после Большого взрыва. Другие размещают ее примерно на 10−32 секунде после Большого взрыва, когда высвободилась потенциальная энергия инфлатонного поля, которое подпитывало процесс инфляции Вселенной в эпоху инфляции, заполняя его плотной, горячей кварк-глюонной плазмой. Взаимодействие частиц на этой стадии было достаточно энергетическим, чтобы образовать значительное количество экзотических частиц, среди которых — W — и Z-бозоны, а также бозон Хиггса. Вместе с расширением и охлаждением Вселенной такие взаимодействия становились все менее энергетическими, и когда Вселенной исполнилось 10−12 секунды, образование W — и Z — бозонов прекратилось. Остаточные W — и Z-бозоны быстро распались, а слабое взаимодействие в следующую кварковую эпоху стало короткодействущей силой.
Физика электрослабой эпохи не так противоречива и более понятна, чем физика более ранних периодов ранней Вселенной. Продемонстрировано существование W — и Z-бозонов, бозона Хиггса, а массы этих частиц соответствуют значениям, предусмотренным электрослабой теорией.